# عوض العمري
عوض العمري مواليد 25 سبتمبر 1983 في السعودية، هو لاعب كرة قدم سعودي .
لعب سابقاً لنادي ضمك ونادي جرش.